# Лондонська єпархія Пресвятої Родини
Лондонська єпархія Пресвятої Родини (англ. Eparchy of Holy Family of London, лат. Eparchia Sanctae Familiae Londiniensis) — єпархія Української греко-католицької церкви, що опікується українцями греко-католиками в Сполученому Королівстві.

## Історія

### Антецеденти
З кінця XIX століття багато русинів мігрувало до Сполученого Королівства Великої Британії та Ірландії, особливо до Лондона та району Ред-Бенк у Манчестері. Ці мігранти були відомі як «старі імміґранти».
Після Другої світової війни на Британські острови прибуло більше мігрантів зі Східної Європи, серед них багато українців, оскільки більшість українських іммігрантів були із Західної України. Спочатку багато східноєвропейських католиків відправляли богослужіння в промислових гуртожитках, оскільки це були звичайні місця, де іммігранти знаходили дешевше житло. Деякі також відправляли богослужіння в місцевих парафіяльних церквах Латинської церкви, але не у своїй візантійській літургії.
Однак зрештою українські греко-католики змогли організувати богослужіння у власній візантійській літургії, часто в місцевій парафіяльній церкві Латинської Церкви. У Ковентрі до 1948 р. у церкві Христа Царя в Кундоні почалися українські католицькі служби. Невдовзі їх передали до церкви Св. Єлизавети у Фолшіллі. У 1957 році було засновано Апостольський екзархат для українців-католиків Англії та Уельсу.

### Апостольський екзархат

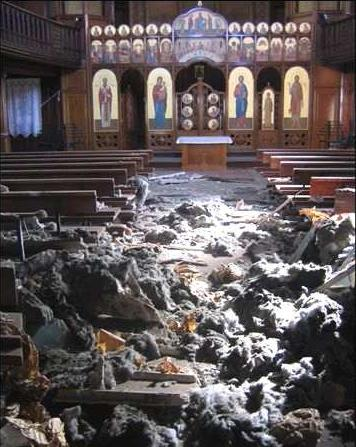
Обвалився дах українського католицького собору Пресвятої Родини в екзилі в Лондоні в 2007 році

Єпархія заснована 10 червня 1957 року як Апостольський екзархат для вірних Української греко-католицької церкви в Англії та Уельсі. 12 травня 1968 р. повноваження екзархату було поширено на все Сполучене Королівство, включаючи Шотландію (проте не Північну Ірландію).
До 1959 року в Ковентрі зареєструвалося понад 700 українців-католиків. У Мідлендсі був український католицький священник, який відправляв служби українського обряду для українських вірних у Ковентрі, а також у Рагбі, Глостері, Брістолі, Бірмінгемі та Челтнгемі.
За допомогою кардинала Джона Гінана єпископ Горняк зміг забезпечити Королівську вагу, колишню Конгрегаційну каплицю, щоб служити катедральною церквою Апостольського екзархату – Українським католицьким собором Пресвятої родини в еміграції в Лондоні.
Після відновлення Україною незалежності в 1991 році емігрантів почали приваблювати процвітаючі західні країни, головним чином тих, хто має кваліфікаційні навички, тісні взаємозв’язки (наприклад, змішані шлюби) та кваліфікованих шукачів політичного притулку, які мають право на статус біженця, як, наприклад, під час війни середини 2010-х років, до складу якої входили українці-католики.

### Єпархія
18 січня 2013 року Папа Римський Бенедикт XVI підняв апостольський екзархат УГКЦ у Великій Британії до рангу єпархії під назвою Лондонська єпархія Пресвятої Родини для українців візантійського обряду. Першим правлячим єпископом єпархії став Гліб Лончина (з 2 червня 2009 року він був апостольським адміністратором екзархату у Великій Британії, а з 14 червня 2011 — апостольським екзархом).
Українська католицька церква у Вулвергемптоні була включена до серії відеороликів English Heritage про релігійні споруди в Англії.
9 червня 2023 року Українська католицька єпархія Пресвятої родини в Лондоні, згідно з декретом владики Кеннета Новаківського, переходить з 1 вересня 2023 року на григоріанський календар, зокрема з Пасхалією.

## Статистика
Кількість вірних в єпархії (єпархії) налічує 10 000 осіб. Регулярно обслуговується 12 парафій, 14 єпархіальних священників, 3 монахи, 3 монахи і 3 жінки.

## Благодійний статус
Єпархія (колишній Апостольський екзархат) для українців-католиків у Сполученому Королівстві є зареєстрованою благодійною організацією в Комісії благодійності в Англії та Уельсі під номером 240088. Вперше вона була зареєстрована як благодійна організація 9 липня 1965 р. Її заявлена мета — «просування віросповідання на розсуд єпископа та його наступників за титулом чи глави Української Католицької Церкви у Великій Британії».

## Список єпархіальних єпископів
- Гліб Лончина (18 січня 2013 — 1 вересня 2019)
- Микола Матвіївський (1 вересня 2019 — )[9]

## Список екзархів
- Гліб Лончина (2011 — 2013)
  - Гліб Лончина (2009—2011) (апостольський адміністратор)
- Павло Хомницький (2002—2006)
- Михайло Кучмяк (1989—2002)
  - Михаїл Гринчишин (1987—1989) (апостольський адміністратор)
- Августин Горняк (1963—1987)[10]